# Komjáthy Jenő
Komjáthi Komjáthy Jenő (Szécsény, 1858. február 2. – Budapest, 1895. január 26.) magyar költő. A 19. század végén a magyar líra egyik megújítója. Költészetét egyfajta hídként is lehet értelmezni Vajda János és Ady Endre, a romantika és a szimbolizmus között.

## Életpályája
A nemesi származású komjáthi Komjáthy család sarja. 1858. február 2-án született a Nógrád vármegyei Szécsényben. Apja, komjáthi Komjáthy Anzelm (1818-1900), királyi tanácsos, Nógrád vármegye főjegyzője, anyja, baloghi Baloghy Berta (1831-1887) volt. Komjáthy Anzelm első felesége rövid házasság után meghalt; a Baloghy Bertával kötött második házasságából 11 gyermek született, közülük a költőn kívül 4 érte meg a felnőttkort.
Tanulmányait a szülő háznál kezdte. Gimnáziumi tanulmányainak színhelyét - apja így látta jónak - 2 évenként változtatta (Selmecbánya, Vác, Besztercebánya, Pozsony). Végül magánúton érettségizett Esztergomban. Első verskísérleteit 1873-ban küldte egy írogató, művelt fiatalembernek, Gáspár Imrének, aki levelezésével összefogta ekkor a Felvidék írójelöltjeit (Reviczky Gyulával is kapcsolatban állt). Komjáthy, a heves vérmérsékletű ifjú, nem engedett apja unszolásának, aki jogi pályára szánta; a bölcsészkarra iratkozott be a budapesti egyetemen (1876).
A rendszeres tanulás azonban itt sem lett erőssége; a társasági élet, a szerelem kötötte le figyelmét, sőt, az első év őszén két barátjával szökésre szánta el magát. Amerikába készült; apja rendőrökkel hozatta vissza Hamburgból, s díjnoki állást szerzett neki a Belügyminisztériumban. Munkahelyére nem járt be; elveszítette. Balassagyarmatra került, s egy barátjával hetilapot indított (Röpke ívek); ekkor ismerkedett meg Reviczky Gyulával is személyesen. 1878-tól ismét Pesten volt. Valószínűleg együtt lakott Reviczkyvel és bejárt az egyetemre. Érdeklődése megoszlott a költészet és a filozófia között, nem tudta eldönteni, melyikhez pártoljon.
1880-ban, apja rábeszélésére tanári képesítő vizsgát tett. Balassagyarmaton kapott állást, magyar és német nyelven tanított. 1881-ben szerelemre lobbant kolléganője, Márkus Gizella iránt; eksztatikus kapcsolatukról egész versciklus tanúskodik (Éloa). 1882-ben kötött házasságukból öt gyermek született. A kiegyensúlyozott élet 1885-ig tartott, amikor Komjáthy súlyos ügybe keveredett. Nem éppen lovagias viselkedésével szerepet játszott egy kolléganője öngyilkosságában. A fegyelmi határozat súlyosságában talán a költő tekintélytagadó személyiségével szembeni ellenállásnak is szerepe volt, mindenesetre távozniuk kellett Balassagyarmatról. A fővárosban próbált állást találni, mindhiába, eladósodott. Az 1887-es év nyarát Alsósztregován töltötte, a spiritiszta tanoknak elkötelezett Madách Aladárral. Itt volt Palágyi Menyhért, a filozófus is; barátságuk elmélyült. Komjáthy ősszel állást kapott a határ menti, zömmel szlovák ajkú nagyközségben, Szenicén.
Szellemi elszigeteltség várt rá, amelyből időnkénti pesti és alsósztregovai útjai révén sem tudott kitörni. Bár Palágyi Menyhért felolvas verseiből a Petőfi Társaságban, az irodalmi élet alig vett róla tudomást; kötetének megjelenése is elhúzódott. 1894-ben - máig nem ismert - idegrendszeri bántalmak jelei mutatkoztak rajra, ezért 1895. januárjában kezelés végett ismét Pestre ment. Néhány napi kórházi tartózkodás után - 1895. január 26-án - teljesen váratlanul, ismeretlen okból meghalt.
Kötete (A homályból) halála napján jelent meg. Líráját 10 évvel halála után emelte ki a feledésből egy, a tiszteletére alakult társaság, amelynek tagjai közt van Babits Mihály, Kosztolányi Dezső, Juhász Gyula. Általuk válik Komjáthy költészete a Nyugat fontos tájékozódási pontjává.

## Korai költészete
Komjáthy Jenő a magyar költészet nagy lázadói közé tartozik. E lázadás mozgatórugói közt leginkább a költő ellentmondásos társadalmi helyzete s különös, szélsőségekre hajlamos személyisége említhető. Fölismeri, hogy a látványos társadalmi föllendülés mögött, a társadalmi közmegegyezés látszata mögött hazug eszmeiség, erkölcsi, értékrendbeli zűrzavar húzódik meg. „Minden értékek átértékelője” lesz.
Lázadása szükségszerűen fordul az – uralkodó rétegek által kisajátított – nemzeti ideológia ellen, elvszerűen szakít a hazafias, nemzeti tematikával. Úgy véli, akkor szolgálja a magyarság, a magyar kultúra fölemelkedését, ha egyetemes emberi eszméket szólaltat meg magyar nyelven. A romantika szubjektivizmusához nyúl vissza.
Végül föllázad a pozitivizmus ellen is. Filozófiai tájékozódása így az egyéniség jelentőségét hangsúlyozó irányzatok felé fordul (Schopenhauer, gnózis…stb.).

## Filozófiai motívumok

### Nietzsche
Friedrich Nietzsche filozófiájának hatását láthatjuk, amikor az individuum szerepét vizsgáljuk Komjáthy költészetében. A prófétai magatartáson kívül fontos a Dionüszosz-kultusz hatása is. (Lásd: Nem egy az Isten)

### Schopenhauer
A dionüszoszi életmámort ellensúlyozza az életcsömör, Schopenhauer gondolatainak egyik központi motívuma. A világ csupán látszat, amit látunk, az csupán Máya fátyla. (Lásd: In hilariate tristis)

### Madách Aladár
A következő korszak Komjáthy költészetében a Madách Aladár révén megismert spiritiszta tanok készítik elő. A nagy szellem már nem csupán megveti az anyagi létet, de egyenesen a halál utáni testetlen lét után vágyik. (lásd: Euthanázia)

### Spinoza
Spinoza egy-szubsztancia (minden egy) tana Komjáthynál is megjelenik, panteista felfogásában. Ez a filozófia készítette elő a két ősi tradíciót, amihez a költő visszanyúl.

### Schmitt Jenő Henrik
Schmitt Jenő Henrik révén Komjáthy megismeri a gnoszticizmust. Ez az "újgnoszticizmus" a leglényegesebb motívum a költészetében. A gnózis az istenséggel való találkozást a személyiség belső élményeként fogta fel. Alapélménye a felemelkedés és a megvilágosodás, végső stádiuma a misztikus egyesülés. (lásd: Az örök dal) Gnosztikus ihletésű a szerelméhez, Márkus Gizellához írt Éloa-ciklus is. Éloa, a gnosztikus Szophia-mítosz megtestesítője, az emberben lévő istenség női fele, megváltója. (lásd: Éloa, győztél!)

### Misztika és gnózis
A misztika egység, a gnózis kettősség. Komjáthy a gnózis dualizmusát (az anyagi világ és a tiszta szellemi világ kettőssége) kiegészítette a misztika egységtanával. Versei jellegzetes témája a titkos tudás, a gnózis megszerzése általi megvilágosodás, és így az eggyéválás a mindenséggel. Végső soron minden egy, s minden lélek egyesül a "lelkek tengerében". Ez az élmény Komjáthy költészetének végső pontját jelenti: a prófétaköltő a világban a változást már nem lázadással, erőszakkal akarja elérni (Schmitt Jenő Henrik "ideális anarchizmusának" megfelelően), a szellem mindenható erejével kívánja célját elérni. A misztika és a gnózis egymást egészítik ekkor ki, s elmondhatjuk, a legértékesebb "misztikus" lírai alkotások (a világirodalomban egyaránt) e kettősségben jöttek létre (lásd: A homályból)

## A homályból
A homályból című egyetlen kötetének címadó verse a legismertebb Komjáthy vers.
(részlet)
"Ki fény vagyok, homályban éltem,

Világ elől elrejtezém.

Nagy, ismeretlen messzeségben

Magányosan lobogtam én."
…
"Szivembe hordom én e lángot,

Szivembe hordom a napot:

Ó, gyújtsatok rokon világot!

Én látok; ti is lássatok!"

## Jelentősége
A magyar költészet időről időre megfeledkezett Komjáthyról, aztán időről időre ismét fölfedezte; mindazok a korok, irányzatok érzékenyek felemás értékű költészete iránt, amelyekben valamilyen módon szerep jut a személyiségnek mint értékcélnak; így volt ez a Nyugat fellépésekor, s ez magyarázza a Komjáthy-líra mai újra aktualizálódását is.

## Fontosabb versei
- Emléksorok
- Törj össze mindent…
- Éloa, győztél!
- Nem egy az Isten!
- Mégis egy
- In hilaritate tristis
- Euthanázia
- A hipokritákhoz
- Újjászületés
- Diadalének
- A homályból
- Memento vivere
- Óda a Naphoz
- Tettvágy
- Szózat
- Homályból
- Kereslek
- Egyszerre
- Meg tudnél halni
- Lelkemből zengem

## Kötetek
- A homályból. Költemények. 1876-1894; Neuwald Ny., Bp., 1895
- Deutsche Gedichte und übersetzungen aus dem Hauptwerke Eugen von Komjáthy's "A homályból" ("Aus dem Dunkel"); németre ford., előszó Irene H. Cserhalmi [Cserhalmi Irén]; Hedvig Ny., Bp., 1909
- A homályból. Költemények. 1876-1894; sajtó alá rend. Komjáthy Vidor; Komjáthy, Komárom, 1910
- Kiss József, Reviczky Gyula, Komjáthy Jenő válogatott művei; sajtó alá rend., bev. Komlós Aladár; Szépirodalmi, Bp., 1955 (Magyar klasszikusok)
- Homályból. Válogatott versek; vál., szerk., bev. Komlós Aladár; Helikon–Szépirodalmi, Bp., 1968
- Komjáthy Jenő válogatott versei; bev. Praznovszky Mihály; Nógrád Megyei Múzeumok Igazgatósága, Salgótarján, 1984 (Nógrádi irodalmi ritkaságok)
- Vers és próza. Összegyűjtött művek; vál., sajtó alá rend., bev., jegyz. Rába György, ill. Nagy Sándor rajz; Szépirodalmi, Bp., 1989
- Réti Zoltán: Akvarellek Komjáthy Jenő költeményeihez; Polar Stúdió, Salgótarján, 1993
- Kiss József–Reviczky Gyula–Komjáthy Jenő: Meg tudnék halni. Válogatott versek; Interpopulart, Szentendre, 1994 (Populart füzetek)
- Komjáthy Jenő összes költeményei; szerk., utószó S. Varga Pál; Unikornis, Bp., 1995 (A magyar költészet kincsestára)
- Komjáthy Jenő összes költeménye
- Hagyjatok élni!; Corvin, Déva, 2009

## Szakirodalom
- Alszeghy Zsolt: Komjáthy Jenő. In: Magyar lirikusok; Bp., 1921 (55-67. old.)
- Sikabonyi Antal: Komjáthy Jenő. Irodalmi tanulmány; Budapesti Hírlap, Bp., 1909
- Babits Mihály: Az irodalom halottjai (Nyugat, 1910)
- Koller István: Vajda, Reviczky, Komjáthy; Botschar Ny., Beszterce, 1910
- Horváth János: Komjáthy Jenő (Irod. tört. 1912)
- Riedl Frigyes: Vajda, Reviczky, Komjáthy; Egyetemi Ny., Bp., 1933 (Magyar irodalmi ritkaságok)
- Az Országos Polgári Iskolai Tanáregyesület emlék-múzeumának megnyitása alkalmával rendezett Komjáthy Jenő hagyatéki kiállítás emlékére; s.n., Bp., 1939
- Varga Béla: Komjáthy Jenő, az elfelejtett költő; Baross Ny., Győr, 1941 (Specimina dissertationum Facultatis Philosophicae Regiae Hungaricae Universitatis Elisabethinae Quinqueecclesiensis)
- Komlós Aladár: Komjáthy Jenő (Bp., 1954)
- Németh Géza: A magyar szimbolizmus kezdetének kérdéseihez (Irod. tört. 1956).
- Németh G. Béla: A személyiség mint értékcél a századvég magyar lírájában; (N. G. B.: Hosszmetszetek és keresztmetszetek, Bp., 1987)
- Németh G. Béla: Megvilágosodás és korforduló (11+7 vers. Bp., 1984.)
- Nagy Atilla Kristóf: Szellemi bonctan. Komjáthy Jenő költészetének hatástörténeti elemzése; Széphalom Könyvműhely, Bp., 1992
- Eisemann György: Szimbólum és metafizikum Komjáthy Jenő költészetében; Széphalom Könyvműhely, Bp., 1997
- Eisemann György: A létformák ritmusa; (Misztika és gnózis Komjáthy Jenő lírájában) (E. Gy.: Végidő és katarzis, Bp., 1991.)
- Eisemann György: Szophia mítosza Komjáthy Jenő lírájában (E. Gy.: Ősformák jelenidőben, 1995.)
- Komjáthy Jenő, 1858-1895. Bibliográfia; összeáll. Bódi Györgyné; BBK, Salgótarján, 1995